# Ian Harte
Ian Patrick Harte (Drogheda, 31 augustus 1977) is een voormalig Iers profvoetballer die speelde als verdediger maar ook als middenvelder uit de voeten kon. Hij stond te boek als een vrijetrapspecialist.

## Clubcarrière
Harte kwam het grootste deel van zijn profloopbaan uit voor Leeds United, en zette in de zomer van 2013 zijn handtekening onder een contract bij AFC Bournemouth. Harte was ook drie seizoen actief in Spanje voor Levante UD.

## Interlandcarrière
Harte speelde in totaal 64 interlands (12 doelpunten) voor Ierland. Onder leiding van bondscoach Mick McCarthy maakte hij zijn debuut op 2 juni 1996 in de vriendschappelijke thuiswedstrijd tegen Kroatië (2-2) in Dublin. Hij viel in dat duel na 45 minuten in voor Terry Phelan van Chelsea FC. Harte nam met zijn vaderland deel aan de WK-eindronde in 2002, en kwam bij dat toernooi in alle vier de duels van de Ieren in actie. The Green Army werd in de achtste finales uitgeschakeld door Spanje na strafschoppen.

## Erelijst
Reading
- Football League Championship

2012